# ベルエポック美容専門学校

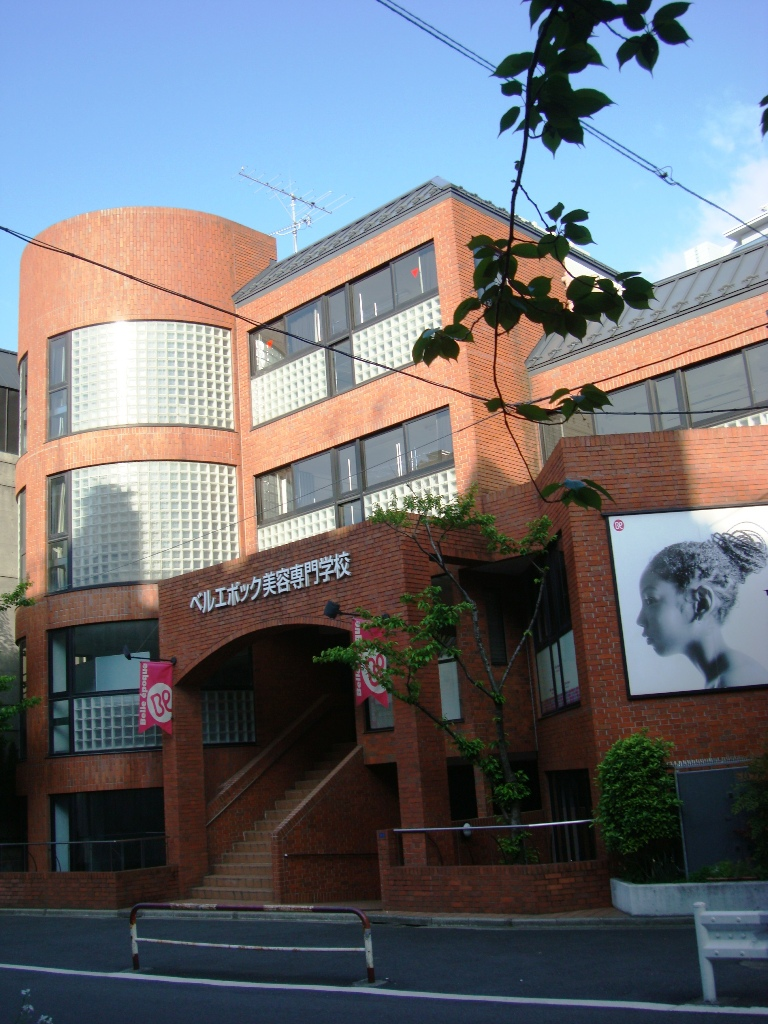
ベルエポック美容専門学校第一校舎 （渋谷区神宮前）

ベルエポック美容専門学校（ベルエポックびようせんもんがっこう）は、東京都渋谷区神宮前三丁目に所在する専修学校である。
設置者は、学校法人東京滋慶学園であり、「美容師科」と「トータルビューティ科」を設置している。美容師科には通信課程もある。2014年にヘアメイク科新設。

## 沿革
ホームページ沿革より抜粋
- 2000年4月  - 創立。美容師科・トータルビューティ科を設置。
- 2000年10月 - 美容師科通信課程設置。
- 2014年4月  - ヘアメイク科を設置。

## 設置学科
- 美容師科（2年制）
- ヘアメイク科（2年制）
- トータルビューティ科（2年制）
- 美容師科通信課程（3年制）

## 所在地
- 第一校舎：東京都渋谷区神宮前3-26-1
- 第二校舎：東京都渋谷区千駄ヶ谷3-57-6
- 第三校舎：東京都渋谷区神宮前3-18-4